# Cuyamungue Grant
Cuyamungue Grant – jednostka osadnicza w Stanach Zjednoczonych, w stanie Nowy Meksyk, w hrabstwie Santa Fe.